# Ochotona curzoniae
La pica de meseta o pica de labios negros (Ochotona curzoniae) es una especie de mamífero de la familia Ochotonidae.

## Distribución geográfica
Se encuentra en China, India y Nepal.  